# پرتزل
چوب شور یک نوع نان به شکل یک رشته خمیر استوانه‌ای یا به طور متقارن در هم تنیده شده است. منشأ ساخت چوب شور محل بحث است و نمیتوان به کشور، ملیت یا قوم خاصی آن را محدود کرد. در حال حاضر این محصول در سرتاسر جهان در دسترس است. چوب شور اغلب با چاشنی‌ها و طعم‌های مختلف مانند فلفلی، یا به همراه دانه‌ها و مغزهای خوراکی تهیه می‌شود. یک نوع از چوب شور نمکی در ایران معروف است .

## نگارخانه

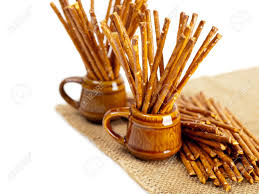
چوب شور

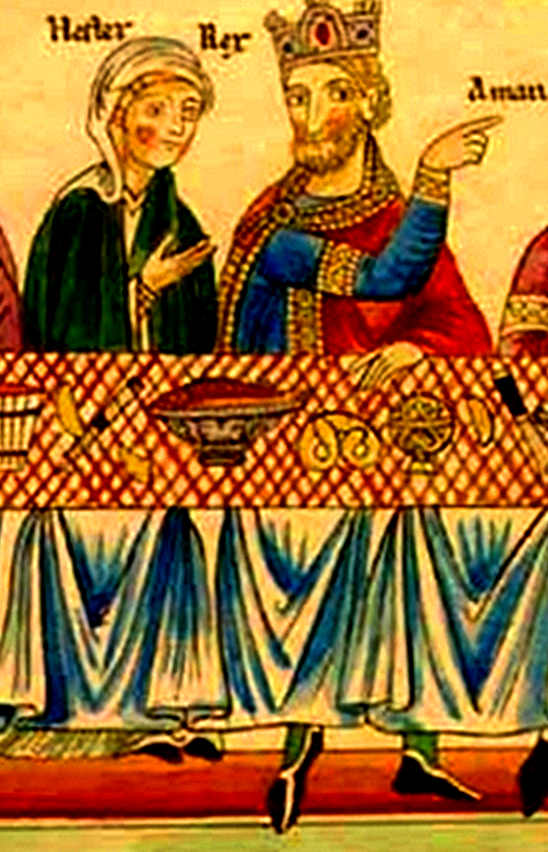
چوب شور به تصویر کشیده در یک مهمانی ملکه استر و شاه اخشورش